# Change the World (Ringo Starr)
Change the World è un EP del cantautore britannico Ringo Starr, pubblicato il 24 settembre 2021 da Universal Music Enterprises.

## Tracce
1. Let's Change the World – 4:14 (Steve Lukather, Joseph Williams)
2. Just That Way – 3:29 (Richard Starkey, Bruce Sugar)
3. Coming Undone (featuring Trombone Shorty) – 3:20 (Linda Perry)
4. Rock Around the Clock – 2:14 (Max C. Freedman, James E. Myers)

## Formazione
- Ringo Starr – batteria, percussioni, voce
- Steve Lukather – chitarra (1)
- Joe Walsh – chitarra (4)
- Linda Perry – chitarra acustica, basso, percussioni, cori (3)
- Nathan East – basso acustico (4)
- Bruce Sugar – piano (2, 4)
- Troy Andrews – tromba, trombone
- Amy Keys – cori
- Windy Wagner – cori